# 12 Aquarii
12 Aquarii, som är stjärnans Flamsteed-beteckning, är en trippelstjärna belägen i den östra delen av stjärnbilden Vattumannen. Den har en kombinerad skenbar magnitud på 5,67 och är svagt synlig för blotta ögat där ljusföroreningar ej förekommer. Baserat på parallaxmätning inom Hipparcosuppdraget på ca 6,5 mas, beräknas den befinna sig på ett avstånd på ca 500 ljusår (ca 150 parsek) från solen. Den rör sig bort från solen med en heliocentrisk radiell hastighet på ca 1 km/s.

## Egenskaper
Primärstjärnan 12 Aquarii A är en gul till vit ljusstark jättestjärna av spektralklass G4 II + A3,. Den är i sig själv en dubbelstjärna med en separation av 0,05 – 0,07 bågsekunder och en omloppsperiod på ca 18,5 år. Den har en massa som är ca 2,6 / 2,0 gånger större än solens massa och en effektiv temperatur av ca 5 000 / 8 500 K.
En följeslagare 12 Aquarii B är en stjärna i huvudserien av spektraltyp A och magnitud 7,55 separerad med 2,44 bågsekunder från primärstjärnan. Den har en massa som är ca 1,9 gånger större än solens massa, en radie, som är ca 12 gånger större än solens och utsänder från dess fotosfär ca 132 gånger mera energi än solen vid en effektiv temperatur av ca 8 300 K.